# Lijst van rijksmonumenten in Schijndel
De plaats Schijndel telt 30 inschrijvingen in het rijksmonumentenregister. Hieronder een overzicht.
| Object | Oorspronkelijke functie?  | Bouwjaar                                 | Architect | Locatie                         | Coördinaten?                  | Nr.?   | Afbeelding                                                          |
| --- | ------------------------- | ---------------------------------------- | --------- | ------------------------------- | ----------------------------- | ------ | ------------------------------------------------------------------- |
| Dorpswoningen onder zadeldak tussen zij-topgevels | Woonhuis                  | 19e eeuw                                 |           | Hoofdstraat 15                  | 51° 37' 20" NB, 5° 25' 45" OL | 33562  | Meer afbeeldingen                                                   |
| Dwarshuis onder zadeldak tussen zij-topgevels | Woonhuis                  | eerste helft 19e eeuw                    |           | Hoofdstraat 29A                 | 51° 37' 17" NB, 5° 25' 49" OL | 33563  | Meer afbeeldingen                                                   |
| Catharina | Industrie- en poldermolen | 1836                                     |           | Hoofdstraat 40                  | 51° 37' 18" NB, 5° 25' 52" OL | 33564  | Meer afbeeldingen                                                   |
| Huis onder dwars schilddak, met geprofileerde kroonlijst, zesdelige schuiframen met boogvormige bovenlichten en waaierzwikken                                         | Woonhuis                  | eerste helft 19e eeuw                    |           | Hoofdstraat 146                 | 51° 37' 5" NB, 5° 26' 10" OL  | 33565  | Meer afbeeldingen                                                   |
| Kleine woning onder zadeldak met zij-topgevel | Woonhuis                  | eerste helft 19e eeuw                    |           | Hoofdstraat 148                 | 51° 37' 5" NB, 5° 26' 10" OL  | 33566  | Meer afbeeldingen                                                   |
| Nederlands Hervormde Kerk | Kerk en kerkonderdeel     | 1810                                     |           | Hoofdstraat 150                 | 51° 37' 5" NB, 5° 26' 11" OL  | 33567  | Meer afbeeldingen                                                   |
| Sint-Servatiuskerk | Kerk en kerkonderdeel     | 1525                                     | H. Essens | Markt 17                        | 51° 37' 10" NB, 5° 26' 6" OL  | 33568  | Meer afbeeldingen                                                   |
| Boerderij met middenlangsdeel en dwarshuis waarvan de kopgevel een inspringende hoek vertoont, waarin vensters en binnen een gekoppeld kozijn een deur en een venster | Boerderij                 |                                          |           | Nonnenbos 6                     | 51° 38' 59" NB, 5° 25' 14" OL | 33569  | Meer afbeeldingen                                                   |
| Boerderij onder rieten wolfdak met voet van pannen | Boerderij                 |                                          |           | Oetelaarsestraat 2              | 51° 37' 24" NB, 5° 24' 57" OL | 33570  | Meer afbeeldingen                                                   |
| Boerderij met middenlangsdeel en dwarshuis onder rieten wolfdak met voet van pannen                                                                                   | Boerderij                 |                                          |           | Pastoor van Vroonhovenstraat 10 | 51° 37' 16" NB, 5° 27' 43" OL | 33572  | Meer afbeeldingen                                                   |
| Boerderij onder met riet en pannen gedekt wolfdak | Boerderij                 | wellicht 17e eeuw                        |           | Pastoor van Vroonhovenstraat 15 | 51° 37' 27" NB, 5° 27' 56" OL | 33573  | Meer afbeeldingen                                                   |
| Aan de Pegstukken | Industrie- en poldermolen | 1845                                     |           | De Pegstukken 27                | 51° 36' 55" NB, 5° 26' 42" OL | 33574  | Meer afbeeldingen                                                   |
| Boerderij van het Kempische langgeveltype met dwarsdelen, rieten wolfdak met voet van pannen                                                                          | Boerderij                 |                                          |           | Schootsestraat 46               | 51° 36' 42" NB, 5° 25' 47" OL | 33575  | Meer afbeeldingen                                                   |
| Nabij de Hoofdstraat gelegen fundatiewoningen | Woonhuis                  |                                          |           | Kluisstraat 2                   | 51° 37' 12" NB, 5° 25' 59" OL | 398371 | Meer afbeeldingen                                                   |
| Langgevelboerderij in streekeigen trant | Boerderij                 | 1778 (bouw) derde kwart 19e eeuw (verb.) |           | Bunderstraat 66                 | 51° 37' 23" NB, 5° 25' 39" OL | 509285 | Meer afbeeldingen                                                   |
| Kortgevelboerderij in streekeigen trant | Boerderij                 | 1693 (kern) 18e eeuw (bouw)              |           | Houterdsedijk 31                | 51° 38' 44" NB, 5° 26' 22" OL | 509286 | Meer afbeeldingen                                                   |
| Herenhuis met wagenmakerij gebouwd met neoclassicistische elementen                                                                                                   | Woonhuis                  |                                          |           | Pompstraat 17                   | 51° 37' 5" NB, 5° 25' 57" OL  | 509287 | Herenhuis met wagenmakerij gebouwd met neoclassicistische elementen |
| Pastorie | Kerkelijke dienstwoning   | 1836                                     |           | Vicaris van Alphenstraat 16     | 51° 37' 11" NB, 5° 26' 7" OL  | 509288 | Meer afbeeldingen                                                   |
| Koetshuis | Dienstwoning              |                                          |           | Pompstraat 17                   | 51° 37' 5" NB, 5° 25' 57" OL  | 509290 | Meer afbeeldingen                                                   |
| Schuur in streekeigen trant | Boerderij                 | eind 18e of begin 19e eeuw               |           | Houterdsedijk 31                | 51° 38' 44" NB, 5° 26' 22" OL | 509292 | Upload foto                                                         |
| Kloosterkapel | Kapel                     | 1898                                     | J. Kayser | Pastoor van Erpstraat bij 1     | 51° 36' 58" NB, 5° 26' 2" OL  | 517029 | Upload foto                                                         |
| Sint-Jozefklooster | Klooster, kloosteronderdl | 1900                                     |           | Pastoor van Erpstraat bij 1     | 51° 36' 58" NB, 5° 26' 2" OL  | 517030 | Meer afbeeldingen                                                   |
| Hek tussen hekpijlers met daarin twee toegangshekken | Begraafplaats en -onderdl | 1875-1900                                |           | Rietbeemdweg bij 15             | 51° 37' 10" NB, 5° 26' 6" OL  | 517032 | Meer afbeeldingen                                                   |
| Familiegraf van de familie Bolsius | Begraafplaats en -onderdl | 1881-1907                                |           | Rietbeemdweg bij 15             | 51° 37' 10" NB, 5° 26' 6" OL  | 517033 | Meer afbeeldingen                                                   |
| Heilig Hartbeeld | Gedenkteken               | 1922                                     |           | hoek Markt/v. Alphenstr. (bij)  | 51° 37' 10" NB, 5° 26' 6" OL  | 517034 | Heilig Hartbeeld                                                    |
| Woonhuis annex hoepelmakerij | Woonhuis                  | ca. 1880                                 |           | Meijgraaf 4                     | 51° 37' 21" NB, 5° 25' 33" OL | 517036 | Meer afbeeldingen                                                   |
| Kruisbeeld | Begraafplaats en -onderdl | 1875-1900                                |           | Rietbeemdweg bij 15             | 51° 37' 13" NB, 5° 26' 18" OL | 525709 | Meer afbeeldingen                                                   |
| Grafmonument van pastoor en Apostolisch Vicaris Antonius van Alphen                                                                                                   | Begraafplaats en -onderdl | 1875-1900                                |           | Rietbeemdweg bij 15             | 51° 37' 13" NB, 5° 26' 18" OL | 525710 | Meer afbeeldingen                                                   |
| Grafmonument van Anton Bolsius | Begraafplaats en -onderdl | 1881-1907                                |           | Rietbeemdweg bij 15             | 51° 37' 13" NB, 5° 26' 18" OL | 525711 | Meer afbeeldingen                                                   |
| Langgevelboerderij opgetrokken in ambachtelijk-traditionele bouwtrant                                                                                                 | Boerderij                 | 1831                                     |           | Kapeleind 8                     | 51° 36' 54" NB, 5° 27' 35" OL | 526615 | Meer afbeeldingen                                                   |